# Pikti
Pikti so bili plemenska konfederacija narodov, ki so živeli v današnji vzhodni in severni Škotski v času pozne železne dobe in zgodnjega srednjega veka. Bili so etnolingvistično Kelti. Kje so živeli in kakšna je bila njihova kultura, je mogoče sklepati iz zemljepisne porazdelitve brošk, britskih imenskih elementov in piktskih kamnov. Pikti so potrjeni v pisnih evidencah pred rimsko osvojitvijo Velike Britanije do 10. stoletja, ko naj bi se združili z Geli. Živeli so severno od reke Forth in Clyde in govorili zdaj izumrlo piktščino, za kater se domneva, da je tesno povezan s keltskim britskim jezikom, ki so ga govorili Britanci, ki so živeli južneje. 
Predpostavljamo, da so Pikti potomci Kaledoncev in drugih plemen, ki so jih omenili rimski zgodovinarji ali na svetovnem zemljevidu Ptolemaj. Dežela Piktov, ki so jo nekateri viri imenovali Pictavia, se je postopoma združila z gelskim kraljestvom Dál Riata, da bi oblikovali kraljestvo Alba (Škotska). Alba se je nato razširila in absorbirala britsko kraljestvo Strathclyde in Northumbrian Lothian, do 11. stoletja pa je bila piktska identiteta vključena v združena "škotska" ljudstva.
Piktska družba je bila tipična med številnimi družbami železne dobe v severni Evropi, ki imajo " široke povezave in vzporednice" s sosednjimi skupinami.  Arheologija nudi vtis o tej družbi. Medtem ko je zelo malo ohranjenega napisanega, je zgodovina Piktov od konca 6. stoletja znana iz različnih virov, vključno iz Bedejeve Historia ecclesiastica gentis Anglorum, življenja svetnikov, kot je Adomnánov sveti Kolumba in različne irske kronike.

## Etimologija
Kako so Pikti imenovali sebe, ni znano. Latinska beseda Picti se najprej pojavi v panegiriki, ki jo je napisal Eumenij leta 297 in je označena kot "poslikani ali tetovirani ljudje" (iz latinskega pingere – 'barvati', pictus – 'naslikan', prim. grško "πυκτίς" piktis - "slika"). Kot je zapisal Sally M. Foster, »veliko črnila je bilo prelitega nad tem, kaj je starodavnim pisateljem pomenilo Pikt, vendar se zdi, da je splošni izraz za ljudi, ki so živeli severno od ožine Forth-Clyde, ki so napadli rimsko cesarstvo«. 
Njihovo staroangleško ime  je dalo sodobno škotsko obliko Pechts in valižansko besedo Fichti. V Irski literaturi je bilo ime Cruthin, Cruthini, Cruthni, Cruithni ali Cruithini (moderna irščina: Cruithne) uporabljeno za označevanje obeh, Piktov in drugih skupin ljudi, ki so živeli v Ulaidu v vzhodnem Ulsterju.  Na splošno velja, da beseda izhaja iz *Qritani, ki je gelska različica britske *Pritani.  Od tega je prišel Britanni, rimsko ime za tiste, ki se zdaj imenujejo Britanci.  Predlagano je bilo, da se je Cruthin nanašal na vse Britance, ki jih Rimljani niso osvojili in tiste, ki so živeli zunaj rimske Britanije, severno od Hadrijanovega zidu.

## Zgodovina
Piktska konfederacija je nastala v pozni antiki iz številnih plemen - kako in zakaj ni znano. Nekateri učenjaki so namigovali, da delno kot odgovor na širjenje rimskega imperija. 
Pictland so rimski pisatelji in geografi že opisali kot dom Kaledoncev.  Ti Rimljani so uporabili tudi druga imena, ki se nanašajo na plemena, ki so živela na tem območju, vključno z Verturiones, Taeksalci in Venicones. Vendar so morda slišali ta druga imena le iz druge ali tretje roke od govorcev britskih ali latinskih jezikov, ki so morda uporabljali različna imena za isto skupino ali skupine.
V temnem obdobju se začne Piktska zapisana zgodovina. Takrat so Gelci Dál Riata nadzorovali to, kar je zdaj Argyll, kot del kraljestva med današnjo Veliko Britanijo in Irsko. Angli iz Bernicije, ki so se združili z Deiri, da bi oblikovali Northumbrijo, so preplavili sosednja britska kraljestva in v večjem delu sedmega stoletja je bila Northumbrija najmočnejše kraljestvo v Britaniji.  Pikti so bili verjetno ljudstvo v Northumbriji do vladavine kralja  Bridei mac Belija, ko so leta 685 Angli utrpeli poraz v bitki pri Dun Nechtainu, in zaustavili širitev proti severu. Northumbrijci so preostanek piktskega obdobja še naprej prevladovali v južni Škotski.
Dál Riata je bil podvržen piktskemu kralju Óengusu mac Fergusi med njegovo vladavino (729-761) in čeprav so imeli svoja kralja od začetka 760-ih se ne zdi, da je imel politično neodvisnost od Piktov. Kasnejši piktski kralj, Caustantín mac Fergusa (793-820), je postavil svojega sina Domnalla na prestol Dál Riata (811-835). Pikti so poskuša doseči podobno prevlado nad Briti iz Alt Cluta (Dumbarton), a niso bili uspešni.
Vikinška doba je prinesla velike spremembe v Britaniji in na Irskem, ne manj na Škotskem kot drugod, osvajanje in naselitev otokov in različnih celinskih območij, vključno s Caithnessom, Sutherlandom in Gallowayom. Sredi 9. stoletja je Ketil Flatnose rekel, da je ustanovil kraljestvo Otokov, ki je upravljalo na številnih teh ozemljih in da so ob koncu stoletja Vikingi uničili kraljestvo Northumbrija, močno oslabili kraljestvo Strathclida in ustanovil Kraljevino Jórvík (kasneje York). V veliki bitki leta 839 so Vikingi ubili kralja Fortriuje, Eógana mac Óengusa, kralja Dál Riata Áed mac Boanta in mnoge druge.  Po koncu 840-ih je Cínaed mac Ailpín (Kenneth MacAlpin) postal kralj Piktov.
V času vladavine Cínaedovega vnuka se je Caustantín mac Áeda (900-943) začel sklicevati na regijo kot kraljestvo Alba in ne na kraljestvo Piktov, vendar ni znano ali je to bilo zato, ker je bilo ustanovljeno novo kraljestvo, ali je Alba preprost približek piktskega imena za Pikte. Kljub temu, da piktščina nenadoma ni izginila, je nastal proces gelizacije (ki se je morda zgodil že v prejšnjih generacij) med vladavinama Caustantina in njegovih naslednikov. Do določene točke, verjetno v 11. stoletju, so vsi prebivalci severne Albe postali popolnoma gelizirani Škoti, pozabili pa so tudi piktsko identiteto.  Kasneje je bila ideja o Piktih kot plemenu oživljena v mitih in legendah. 

## Kralji in kraljestvo
Zgodnja zgodovina Pictlanda je nejasna. V kasnejših obdobjih je obstajalo več kraljev, ki so vladali ločenim kraljestvom, z enim kraljem, včasih dvema, bolj ali manj dominirajočim manjšim sosedom. De Situ Albanie, pozni dokument, Pictish Chronicle, Duan Albanach, skupaj z irskimi legendami, so bili uporabljeni za trditev o obstoju sedmih piktskih kraljestev. Ti so naslednji: 
- Cait, ali Cat, ki se nahajal v sodobni Caithness in Sutherland
- Ce, ki se je nahajal v sodobni Mar in Buchan
- Circinn, morda v sodobnem Angusu in Mearnsu
- Fib, sodobni Fife, zdaj znan kot "Kraljevina Fife"
- Fidach, lokacija neznana, vendar morda v bližini Invernessa
- Fotla, modern Atholl (Ath-Fotla)
- Fortriu, soroden z Verturiones Rimljanov; nedavno se je pokazalo, da je osredotočen na Moray

Morda je obstajalo več manjših kraljestev. Nekateri dokazi kažejo, da je v Orkneyu tudi obstajalo piktsko kraljestvo . De Situ Albanie ni najbolj zanesljiv vir, število kraljestev pa po enega za vsakega od sedmih sinov Cruithneja, istovetnega ustanovitelja Piktov, je lahko dovolj razlogov za nejevero. Ne glede na natančno število kraljestev in njihova imena, piktski narod ni bil združen.
Za večino piktskih zapisov se zdi dominantno kraljestvo Fortriu, tako da kralj Fortriu in kralj Piktov v eni izmed knjig pomenita eno in isto osebo. Prej so mislili, da leži na območju okoli Perta in južnega Strathearna, vendar je nedavno delo prepričalo da je Moray (ime, ki se nanaša na veliko večje območje v srednjem veku kot okrožje Moray) jedro Fortriuja.
Pogosto se reče, da so Pikti uveljavljali dediščino kraljestva po ženski liniji na podlagi irskih legend in izjavi v Bedejevi zgodovini . Kralji Piktov, ko je pisali Beda, so bili Bridei in Nechtan, sinovi Der Ileya, ki so prestol zahtevali po materi Der Ilei, hčeri nekega starega piktskega kralja.
Na Irskem so pričakovali, da bodo kralji prišli izmed tistih, ki so imeli pradeda, ki je bil kralj.   Kraljevski očetje niso pogosto uspeli s svojimi sinovi, ne zato, ker so Pikti uveljavljali matrilinealno nasledstvo, temveč zato, ker so jim običajno sledili njihovi bratje ali bratranci, bolj verjetno, da bodo imeli moške z oblastjo in podporo, ki je potrebna za kralja.  To je bilo podobno gelskemu sistemu za prenos naslovov in zemljišč tanistry.
Narava kraljestva se je v stoletjih zgodovine Piktov precej spremenila. Medtem ko so prvi kralji morali biti uspešni vojaški voditelji, da bi ohranili svojo avtoriteto, je kraljevanje v tem času postalo precej manj personalizirano in bolj institucionalizirano. Birokratsko kraljestvo je bilo še vedno daleč v prihodnosti, ko je Pictland postal Alba, vendar se je podpora cerkve in očitna sposobnost majhnega števila družin, ki so v večjem obdobju od kasnejšega 7. stoletja nadzorovali kraljestvo, nadaljevala. V podobnem obdobju so se sosedje Piktov v Dál Riati in Northumbriji srečevali s precejšnjimi težavami, saj se je stabilnost dedovanja in pravila, ki so jih prej izkoristili, končali. 
Verjamejo, da so poznejši Mormaerji izvirali iz piktskih časov in so jih kopirali ali bili navdahnjeni od navad v Northumbriji. Ni jasno ali so bili Mormaerji prvotno nekdanji kralji, kraljevi uradniki ali lokalni plemiči ali njihova kombinacija. Prav tako se domneva, da so bila piktska okrožja in thanages, katerih sledi so v poznejših časih, sprejeta od njihovih južnih sosed. 

## Družba
Arheološki zapisi dokazujejo materialno kulturo Piktov. Opisuje družbo, ki se ne razlikuje od svojih britanskih, gelskih ali angleško-saksonskih sosed.  Čeprav sta lahko analogija in znanje o drugih tako imenovanih "keltskih" družbah (izraz, katerega nikoli niso uporabljali zase) lahko koristno vodilo, ki se je razširilo na zelo velikem območju. Sklicujoč se na znanje pred-rimskimi Galci ali v 13. stoletju na Irskem kot vodnik za Pikte 6. stoletja je lahko zavajajoče, če se analogija izvaja predaleč.
Kot pri večini ljudstev na severu Evrope v pozni antiki so bili Pikti kmetje, ki so živeli v majhnih skupnostih. Govedo in konji so bili očiten znak bogastva in prestiža, ovce in prašiče so redili v velikem številu, imena mest pa nakazujejo, da je bilo sezonsko življenje pogosto. Živali so bile majhne, čeprav so bili konji iz Britanije uvoženi na Irsko kot pasma za povečanje domorodnih konj. Iz irskih virov se zdi, da se je elita ukvarjala s konkurenčno govedorejo, kar je morda bilo tudi v Pictlandu. Lovili so s psi in tudi, za razliko od Irske, s sokoli. Žitne kulture so vključevale pšenico, ječmen, oves in rž. Zelenjava ohrovt, zelje, čebula in por, grah, fižol in repa, nekatere vrste pa niso bile pogoste, kot je sladki koren (Sium sisarum). Rastline, kot so divji česen, koprive in vodna kreša, so nabirali v naravi. Pastoralno gospodarstvo je pomenilo, da so bile volna in kože na voljo. Volna je bila glavni vir vlaken za oblačila, prav tako pa so poznali lan, čeprav ni jasno, ali so ga uporabljali za olje ali kot živilo. Ribe, školjke, tjulnji in kitovi so bili izkoriščani po obalah in rekah. Pomembnost udomačenih živali kaže na to, da so bili meso in mlečni izdelki večji del prehrane navadnih ljudi, medtem ko bi elita jedla prehrano, bogato z mesom od kmetovanja in lova. 
Večja, a ne velika naselja so obstajala okrog kraljevih utrdb, kot pri trdnjavi Burghead ali povezana z verskimi ustanovami. Na Škotskem ni bilo mest do 12. stoletja. 
Tehnologija vsakdanjega življenja ni dobro zabeležena, vendar arheološki dokazi kažejo, da je bila podobna tistim na Irskem in anglosaksonski Angliji. Nedavno so bili najdeni dokazi o vodnih mlinih v Pictlandu. Peči so uporabljali za sušenje zrn pšenice ali ječmena, sicer jih drugače niso mogli v takratni klimi zmleti. 
Zgodnji Pikti so povezani s piratstvom in gusarstvom po obalah rimske Britanije. Tudi v poznem srednjem veku je bila linija med trgovci in pirati nejasna, tako da so bili piktski pirati verjetno tudi trgovci. Na splošno se domneva, da je trgovanje propadlo z rimskim cesarstvom, vendar je to pretiravanje. Obstajajo le omejeni dokazi o trgovini med Pictlandom na dolge razdalje, vendar so bili najdeni namizni pribor in posode iz Galije, ki je verjetno prišla preko Irskega morja. To trgovino so morda nadzorovali Dunaddi v Dál Riati, kjer je bilo takšno blago običajno. Čeprav je potovanje na dolge razdalje bilo v piktskih časih nenavadno, je bilo daleč od neznanega, kar kažejo zgodbe o misijonarjih, potujočih duhovnikih in izgnanstvu. 
Broške so bile pri Piktih priljubljene. Čeprav so bile izdelane že prej v železni dobi, so ostale v uporabi tudi v obdobju Piktov. Crannóg, ki bi lahko izviral iz neolitske Škotske, je morda obnovljen, nekateri pa so bili še vedno v uporabi. Najpogostejša vrsta zgradb so bile okrogle in pravokotne lesene dvorane. Medtem ko so bile številne cerkve zgrajene v lesu, od zgodnjega osmega stoletja, če ne prej, so bile nekatere zgrajeni v kamnu.
Pikti naj bi se tetovirali, vendar so dokazi za to omejeni. Naravoslovni prikazi piktskih plemičev, lovcev in bojevnikov, moških in žensk, brez očitnih tetovaž, so na spomeniških kamnih. Ti kamni imajo napise v latinščini in ogamski pisavi, ki ni bila vsa dekodirana. Znani piktski simboli, ki jih najdemo na stoječih kamnih in drugih predmetih, se v preteklosti niso poskušali prevajati. Piktska umetnost se lahko razvrsti kot "keltska" (izraz, ki ni bil skovan do 1850), kasneje pa kot otoška.  Irish poets portrayed their Pictish counterparts as very much like themselves.

## Filmi
- Centurion – Fight or Die; UK 2010; Regie, Drehbuch: Neil Marshall; Handlung: Kampf der Neunten Römischen Legion gegen die Pikten im Jahr 117 n. Chr.; FSK: 18
- Der Adler der neunten Legion; USA, UK 2011; Regie: Kevin Macdonald; Drehbuch: Jeremy Brock; Handlung: die verschollene Standarte der Neunten Legion wird jenseits des Hadrianwalls im Land der Pikten gesucht; FSK 12